# Alfred Descamps-Danel
Pour les articles homonymes, voir Descamps.
Alfred Descamps-Danel (1806-1883) est un industriel textile du Nord de la France, qui est à l'origine de la création du Crédit du Nord.

## Biographie
Alfred Descamps-Danel est le père d'Anatole-Alfred Descamps, né en 1833, négociant à Lille, filateur, qui a épousé Cécilia Wallaert. Il est aussi l'oncle de l'industriel et bibliophile René Descamps-Scrive.
Dès 1839, son frère Auguste-Adolphe Descamps, s’associe à son beau-frère Charles Crespel-Tilloy, pour la fabrication et la vente de fil retors, dans la société en nom collectif « Crespel et Descamps », à Lille, rue de Jemmapes.
Après avoir fondé avant 1842 une filature textile à Lille, il participe à la création en 1852 de la Compagnie des mines de Lens. En 1862, il est l'un des premiers actionnaires de la Société des dépôts et des crédits du Nord, ancêtre du Crédit du Nord, auquel contribuera aussi le Comptoir national d’escompte de l’arrondissement de Lille, créé par l’État en 1848, et administré par Jules Decroix et Frédéric Kuhlmann, pour relancer l’activité économique après la crise de 1845-1847.
Associé à son père en 1858, il crée en 1863 une filature à Linselles, qui employait 500 ouvriers en 1873.